# Baddhu
Baddhu (nep. बाँधु) – gaun wikas samiti w zachodniej części Nepalu w strefie Seti w dystrykcie Bajura. Według nepalskiego spisu powszechnego z 2011 roku liczył on 980 gospodarstw domowych i 5059 mieszkańców (2648 kobiet i 2411 mężczyzn).